# 打令
打令（タリョン）は李氏朝鮮に成立した民族芸能であるパンソリのジャンルの一つである。現在に伝わるパンソリの12の演目のうち半分の6つが打令である。漢字表記の打令は当て字。

## 概要
打令の特色はその内容である。パンソリでは数々の題材があるが、打令においては「悲運に対する嘆き」が重要なテーマになっている。運命に翻弄されて、自分ではどうにもならないことへの嘆きである。これは朝鮮独特の価値観『恨（ハン）』が芸術に昇華したものといえる。現在では上演されることが殆どなく「打令」という語だけが残っている。「嘆き節」、「恨み節」、「愚痴」というニュアンスで使われる。

### 打令の演目
- 裴裨将打令
- チャンキ打令
- 雍固執打令
- 曰者打令
- 江陵梅花打令
- 仮神仙打令